# Liste der Biografien/Schia
Liste der Biografien |
Portal Biografien |
Personensuche
# |
A |
B |
C |
D |
E |
F |
G |
H |
I |
J |
K |
L |
M |
N |
O |
P |
Q |
R |
S |
T |
U |
V |
W |
X |
Y |
Z |
?
 
Sa |
Sb |
Sc |
Sd |
Se |
Sf |
Sg |
Sh |
Si |
Sj |
Sk |
Sl |
Sm |
Sn |
So |
Sp |
Sq |
Sr |
Ss |
St |
Su |
Sv |
Sw |
Sy |
Sz
 
Sca–Sce |
Sch |
Sci–Scz
 
Scha |
Schc |
Schd |
Sche |
Schg |
Schi |
Schj |
Schk |
Schl |
Schm |
Schn |
Scho |
Schp |
Schr |
Schs |
Scht |
Schu |
Schv |
Schw |
Schy
 
Schia |
Schib |
Schic |
Schid |
Schie |
Schif |
Schig |
Schih |
Schij |
Schik |
Schil |
Schim |
Schin |
Schio |
Schip |
Schir |
Schis |
Schit |
Schiu |
Schiv |
Schiw |
Schiz
Die Liste der Biografien führt alle Personen auf, die in der deutschsprachigen Wikipedia einen Artikel haben. Dieses ist eine Teilliste mit 49 Einträgen von Personen, deren Namen mit den Buchstaben „Schia“ beginnt.

## Schia

### Schiaf
- Schiaffini, Alfredo (1895–1971), italienischer Romanist und Hochschullehrer
- Schiaffini, Giancarlo (* 1942), italienischer Posaunist
- Schiaffino, Eduardo (1858–1935), argentinischer Maler
- Schiaffino, Federico (* 1953), italienischer Künstler
- Schiaffino, Juan (1925–2002), uruguayischer Fußballspieler
- Schiaffino, Placido Maria (1829–1889), italienischer Benediktinerabt und Kardinal
- Schiaffino, Raúl (1923–1982), uruguayischer Fußballspieler
- Schiaffino, Rosanna (1939–2009), italienische Schauspielerin
- Schiaffino, Simone (1835–1860), italienischer Freiheitskämpfer und Seemann

### Schian
- Schian, Martin (1869–1944), deutscher Theologe, Kirchenhistoriker und Hochschullehrer
- Schianchi, Paolo (* 1966), italienischer Architekt und Designer
- Schiander, Finn (1889–1967), norwegischer Segler
- Schiano di Pepe, Lorenzo (* 1974), italienischer Rechtswissenschaftler (Europarechtler)
- Schiano, Greg (* 1966), US-amerikanischer American-Football-Trainer
- Schiano, Mario (1933–2008), italienischer Jazzmusiker
- Schiano, Sean (* 1969), US-amerikanischer Basketballspieler

### Schiap
- Schiaparelli, Celestino (1841–1919), italienischer Arabist
- Schiaparelli, Elsa (1890–1973), italienisch-französische Modeschöpferin
- Schiaparelli, Ernesto (1856–1928), italienischer Ägyptologe
- Schiaparelli, Giovanni (1835–1910), italienischer Astronom
- Schiaparelli, Luigi (1871–1934), italienischer Paläograph
- Schiappa, Marlène (* 1982), französische Politikerin und Schriftstellerin
- Schiappacasse, Nicolás (* 1999), uruguayischer Fußballspieler

### Schiar
- Schiaretti, Gian Marco (* 1986), italienischer Sänger und Musicaldarsteller
- Schiaretti, Juan (* 1949), argentinischer Politiker

### Schias
- Schiassi, Gaetano Maria (1698–1754), italienischer Komponist und Violinist

### Schiat
- Schiattarella, Domenico (* 1967), italienischer Automobilrennfahrer
- Schiattarella, Pasquale (* 1987), italienischer Fußballspieler
- Schiatti, Giacinto († 1776), italienischer Komponist und Kapellmeister

### Schiav
- Schiavelli, Vincent (1948–2005), US-amerikanischer SchauspielerVincent Schiavelli (1948–2005)

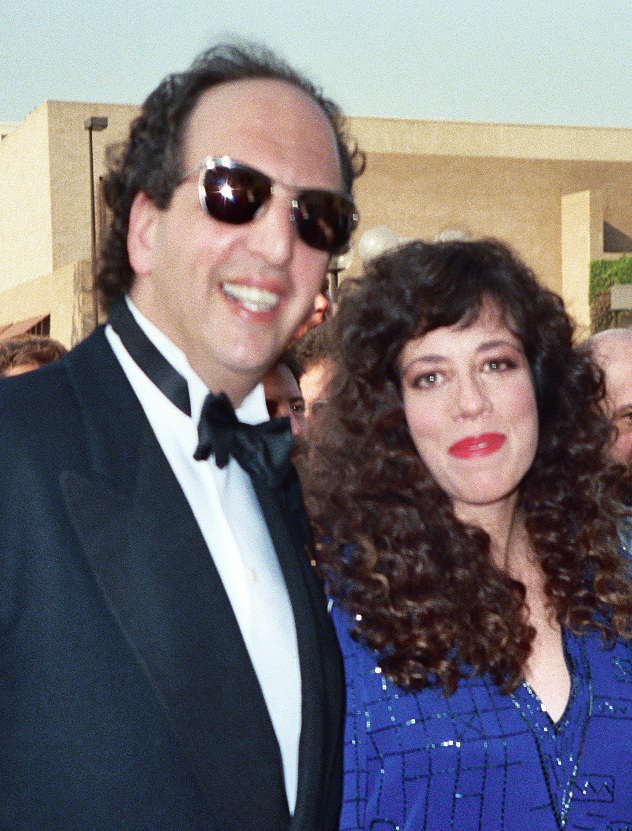
Vincent Schiavelli (1948–2005)

- Schiavetti, Fernando (1892–1970), italienischer Antifaschist, Politiker und Journalist
- Schiavi, Rolando (* 1973), argentinischer Fußballspieler
- Schiavi, Viviana (* 1982), italienische Fußballspielerin und -trainerin
- Schiavini, Giuseppe (1889–1974), italienischer Geistlicher, Weihbischof in Mailand
- Schiavio, Angelo (1905–1990), italienischer Fußballspieler
- Schiavo, Alessandra (* 1969), italienische Diplomatin
- Schiavo, Giovanni (1903–1967), italienischer Ordensgeistlicher und Seliger der römisch-katholischen Kirche
- Schiavo, Terri (1963–2005), US-amerikanische Komapatientin die aufgrund rechtlicher Auseinandersetzungen um ihr Leben in den Medien präsent war
- Schiavolin, Gustavo Franchin (* 1982), brasilianischer Fußballspieler
- Schiavon, Alberto (* 1978), italienischer Snowboarder
- Schiavon, Paolo (* 1939), italienischer Geistlicher, Weihbischof in Rom
- Schiavone, Andrea († 1563), venezianischer Maler
- Schiavone, Francesca (* 1980), italienische TennisspielerinFrancesca Schiavone (* 1980)

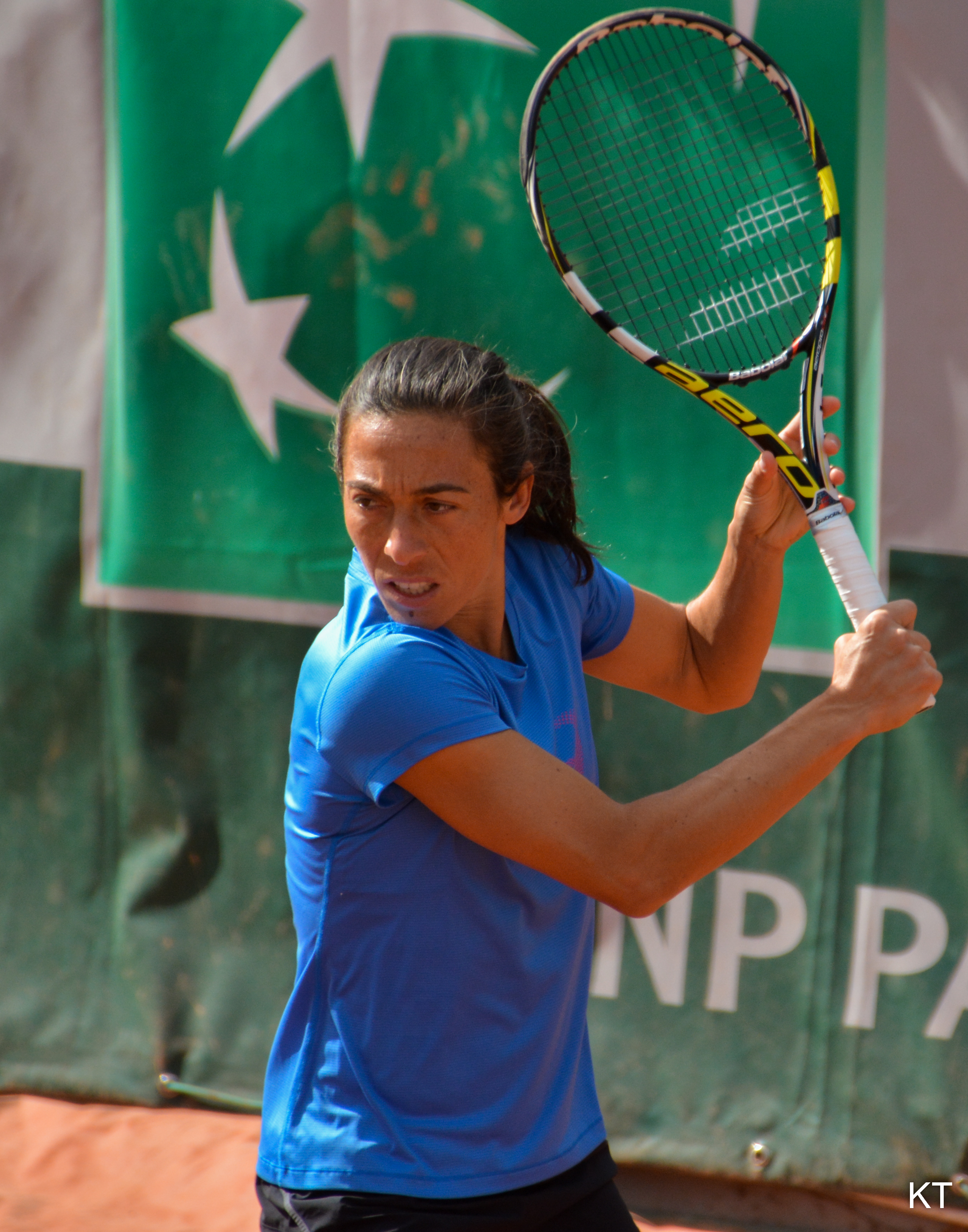
Francesca Schiavone (* 1980)

- Schiavone, Francesco (* 1953), italienischer Camorrista
- Schiavone, Giorgio († 1504), kroatischer Maler der paduanischen Schule
- Schiavonetti, Giovanni († 1730), Hofmusiker, Cellist, Oboist, Cembalist und Dirigent, kurfürstlich-hannoverscher Kammermusiker
- Schiavoni, Claudio (* 1960), italienischer Autorennfahrer
- Schiavoni, Ettore (1866–1930), italienischer Fechtmeister
- Schiavoni, Natale (1777–1858), italienischer Maler